# 28800 Speth
28800 Speth è un asteroide della fascia principale. Scoperto nel 2000, presenta un'orbita caratterizzata da un semiasse maggiore pari a 2,3160063 UA e da un'eccentricità di 0,1633027, inclinata di 8,17435° rispetto all'eclittica.